# Parafolikulární buňka
Parafolikulární buňka neboli C-buňka je buněčný typ neuroektodermálního původu (z neurální lišty) tvořící shluky mezi folikuly štítné žlázy. Jejich produktem je kalcitonin. Velikost parafolikulárních buněk obvykle o něco přesahuje velikost folikulárních buněk štítné žlázy a mají nižší barvitelnost. Mají menší objem hrubého endoplasmatického retikula a velké golgiho komplexy. Jejich cytoplasma obsahuje četná granula o průměru 100-180 nm obsahující sekret.